# 橙胸口孵非鯽
橙胸口孵非鯽，為輻鰭魚綱鱸形目隆頭魚亞目慈鯛科的一種，被IUCN列為瀕危保育類動物，分布於非洲坦尚尼亞Manyara、Eyasi、Kitangiri及Singida湖流域，體長可達28公分，棲息在湖泊，生活習性不明。